# Filips van der Eycken
Filips van der Eycken, of met zijn Franse naam Philippe-Cleriarde du Chesne (Brussel, 1669 – Brussel, 31 mei 1747), was een advocaat in de Spaanse Nederlanden. Later werd hij raadsheer bij de Souvereine Raad van Brabant in de Oostenrijkse Nederlanden. Tijdens de Franse bezetting van Brussel (1746-1749) werd hij waarnemend kanselier van Brabant.

## Levensloop
Na zijn studies in de rechten werd Van der Eycken advocaat bij de Souvereine Raad van Brabant, in een periode dat het hertogdom Brabant behoorde tot de Spaanse Nederlanden. De Souvereine Raad van Brabant was de hoogste rechtbank in Spaans-Brabant. Zij bevond zich in Brussel. Van der Eycken werkte er als advocaat in de 2e helft van de 16e eeuw tot het jaar 1717. 
In 1717 verkreeg Van der Eycken de benoeming tot raadsheer in diezelfde Souvereine Raad van Brabant. De Zuidelijke Nederlanden gingen over naar Oostenrijk. Van der Eycken werd over de jaren die volgden de ouderdomsdeken van de Souvereine Raad. 

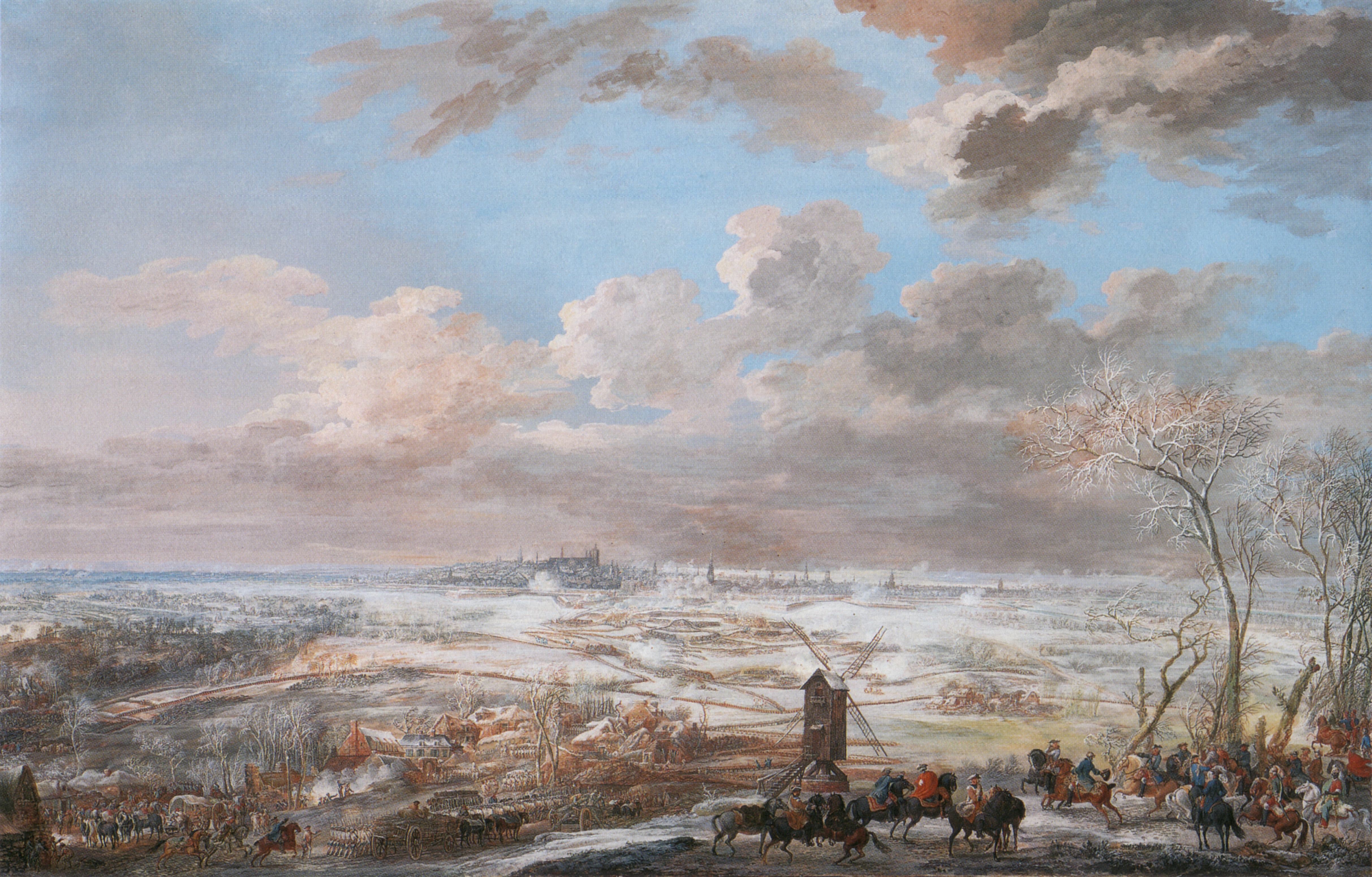
Beleg van Brussel (1746); Van der Eycken kiest de kant van de Franse bezetter in de Oostenrijkse Nederlanden, tot ongenoegen van de Oostenrijkers.

In 1740 brak de Oostenrijkse Successieoorlog uit en steeg de spanning tussen Frankrijk en de Oostenrijkse Nederlanden. In 1744 vielen de Franse troepen binnen. In 1745, na de Franse overwinning in Fontenoy, werd het benard voor de Zuid-Nederlanders. In 1746 belegerden de Fransen Brussel. De gouverneur-generaal van de Oostenrijkse Nederlanden Wenzel Anton von Kaunitz sloeg op de vlucht naar Antwerpen. Met hem vluchtten meerdere leden van het bestuur van de Oostenrijkse Nederlanden. Onder de vluchtende bewindslieden bevond zich de kanselier van Brabant, Jan Daniël Antoon Schockaert. Prins von Kaunitz wist dat Van der Eycken in Brussel bleef. Alle andere raadsheren van de Souvereine Raad bleven ook. Van der Eycken kreeg de toelating van de prins het zegel van het hertogdom Brabant te gebruiken. Hiermee werd Van der Eycken de facto kanselier van Brabant. De titel van kanselier kreeg hij echter niet van de Oostenrijkers.
De Fransen marcheerden Brussel binnen na het Beleg van Brussel (1746). In naam van koning Lodewijk XV lieten de Franse bezetters alle magistraten op hun post. Meer nog, de Fransen benoemden prompt Van der Eycken tot vice-kanselier van Brabant, met alle bevoegdheden van de (gevluchte) kanselier. In mei 1746 verwelkomde Van der Eycken, samen met andere Brusselse en Brabantse notabelen, Lodewijk XV in Brussel. Dit gebeurde plechtig.
De Fransen eisten van de Brabantse magistraten getrouwheid aan de Franse koning. Van der Eycken was de eerste van de Souvereine Raad om deze eed aan Lodewijk XV uit te spreken. Hij deed dit op 6 november 1746 om 11 h ’s ochtends op het Stadhuis van Brussel, in aanwezigheid van de Franse gendarmerie. De Franse commandant Jean Moreau, heer van Sechelle, stuurde achteraf een triomfantelijk verslag naar het kasteel van Versailles. Van der Eycken zou het einde van de Franse bezetting van Brussel (1749), na de Vrede van Aken (1748), niet meer meemaken. Hij stierf in 1747. De Fransgezinde kanselier van Brabant werd met eer begraven in de Sint-Michielskathedraal in Brussel. Hij was 77 jaar en ongehuwd.
Achteraf, na de terugkeer van de Oostenrijkse regering (1749) werd de graftombe gebouwd. De Oostenrijkers vermeldden op de grafsteen dat Van der Eycken raadsheer van de Souvereine Raad was, maar nergens dat hij als kanselier van Brabant fungeerde. Zij waren over zijn samenwerking met de Fransen niet te spreken.